# La expedición (cuento)
La expedición (en inglés: The Jaunt) es un cuento de ciencia ficción de Stephen King publicado por primera vez en la revista The Twilight Zone en 1981 y posteriormente recopilado en la antología Skeleton Crew de 1985 en Estados Unidos y en el libro del mismo nombre en la literatura hispana.
El término "Jaunting" (Saltar), se afirma en el cuento como un homenaje a Las estrellas, mi destino, una novela de ciencia ficción de Alfred Bester.

## Argumento
En el siglo XXIV, los humanos han desarrollado una forma de teletransportación instantánea llamada "Expedición" o "Salto" (Jaunt en el original), que ha permitido la colonización del sistema solar por medio de portales de desplazamiento. 
Mark Oates es transferido junto a su esposa Marilys, su hijo Ricky de doce años y su hija Patty de nueve desde su hogar en Schenectady a Whitehead City, una colonia de Marte, por Texaco Water, la empresa para la que trabaja. Mientras su familia espera su turno para ser transportados desde la Terminal de la Autoridad Portuaria en Nueva York, Mark entretiene a sus hijos relatando para ellos la historia del descubrimiento de la teletransportación mientras esperan ser anestesiados para saltar. 
En 1987, Estados Unidos sufrió una severa crisis energética debido a un embargo petrolero de la OPEP, ya que los yacimientos de combustible de todo el mundo estaban a punto de agotarse. Un científico excéntrico llamado Victor Carune investigaba hacía tiempo la transmisión de partículas y en esa época accidentalmente descubrió el Salto cuando, involuntariamente metió los dedos dentro de uno de los pequeños portales que usaba para experimentar y sus dedos asomaron por el portal de salida a ciento cincuenta metros.
Tras hacer experimentos con objetos pequeños, como lápices y llaves, comprobó que no había inconvenientes en el traslado de un lugar a otro; sin embargo, al intentar hacer pasar ratones de laboratorio y peces de colores, estos perecían instantáneamente o se comportaban erráticamente antes de morir. Momentos después, tras experimentar con varios ratones descubrió algunas pistas intrigantes, como que si sólo pasaba una parte del cuerpo o la cabeza de la criatura no cruzaba no había inconvenientes. Carune finalmente concluyó que el Salto sólo era seguro para criaturas que estaban inconscientes. Eso, explica el padre, es el por qué las personas deben someterse a anestesia general antes de usar el Salto.
Aunque el gobierno se apropió de la investigación de Carune, esta pronto se masificó, creando puestos de traslado como el que ellos usaban en ese momento, donde personal calificado los dormía y enviaba a su destino. El 19 de octubre de 1988, se inauguró el sistema como un transporte público general y como consecuencia directa de ello, las petroleras entraron en crisis por la caída del precio de los combustibles, que siguió devaluándose hasta llegar a valer tres centavos el galón; ante esto, las empresas petroleras se dedicaron a buscar fuentes de agua limpia dentro y fuera del planeta Tierra, ya que era otro recurso que escaseaba. Con el tiempo se envió al espacio naves no tripuladas que incluían portales, cuando éstas llegaban a un destino de interés, los colonos cruzaban directamente desde Tierra y comenzaban la fundación.
Mark, sin embargo, evita explicar a sus hijos rumores no confirmados y relatos oscuros en la historia del Salto, como la historia de Rudolph "Rudy" Foggia, un asesino condenado a muerte que se rumoreaba fue el primer humano en cruzar consciente un portal. En el año 2007, el FBI y la CIA le ofrecieron un indulto a cambio de aceptar el experimento. Cuando Foggia cruzó, llegó al otro lado con el cabello blanco y, a pesar de que sus facciones seguían siendo iguales, todos los testigos tuvieron la impresión que era que alguien muy anciano; tras salir del Salto, solo alcanzó a decir una frase críptica antes de morir de un ataque cardíaco: "Allí está la eternidad". Mark tampoco menciona que los rumores dicen que desde el inicio de la tecnología, aproximadamente treinta personas han viajado conscientes, voluntariamente o no. Cada vez, murieron instantáneamente o emergieron desprovistos de cordura. Incluso una mujer fue empujada viva por su marido, después que éste borrara de la memoria de la máquina los portales de destino, dejándola atrapada en el limbo por la eternidad.
Según explican Mark y Marilys a sus hijos, se ha teorizado que, si bien físicamente el proceso es instantáneo, para una mente consciente dura una eternidad, quedando el individuo simplemente suspendido por eones o mucho más en un interminable campo sin forma ni materia que la mente no puede tolerar ni interpretar, por lo que tras ese interminable evento, cuando la consciencia vuelve a materializarse al salir del segundo portal, el shock es tan abrumador que nadie lo resiste. Sin embargo, el padre es cuidadoso en sus palabras para evitar asustar a sus hijos.
Tras terminar su historia, la familia es anestesiada con mascarillas de gas y transportada a Marte. Cuando Mark se despierta, oye gritos y comprende casi instintivamente que su hijo menor Ricky, quien es un negligente amante de las emociones extremas, logró cruzar despierto. Al llegar junto a su hijo ve que se ha vuelto loco, se ríe aterradoramente, mientras que su apariencia ha cambiado tal como señalan las historias sobre Foggia. El muchacho se jacta ante su padre de haber contenido la respiración mientras lo anestesiaban ya que se deseaba verlo por sí mismo. Ricky confirma la terrible naturaleza de Saltar despierto gritando estas palabras: "¡Es más largo de lo que crees, papá! ¡Más largo de lo que crees!". Finalmente, Ricky se arranca los ojos con su dedos mientras varios ayudantes lo alejan de su familia horrorizada.

## Versión en español
La versión en español se encuentra en la antología "La Expedición" de Editorial Grijalbo, que también incluye los relatos Superviviente, Abuela y La balada del proyectil flexible; esta es la segunda de cuatro recopilaciones entre las que se dividió el libro Skeleton Crew y que fueron publicadas por diversas editoriales en español.
La traducción del relato, que estuvo a cargo del traductor Francisco Blanco, modifica el título de la obra original (Jaunt) cambiándola al español por dos expresiones distintas dependiendo del contexto en un intento de evitar ambigüedad semántica, por lo que para referirse por el nombre formal del proceso de teletransportarse se utiliza la palabra "Expedición", mientras que el nombre coloquial que se le da el resto del relato es "Salto".

## Adaptación fílmica
En 2015, la compañía cinematográfica Plan B Entertainment adquirió los derechos para filmar la historia. Como director, la compañía señaló a Andrés Muschietti, famoso por la película de terror "Mamá" (2013).